# مونی اینترنشنال
ابرشرکت مونی اینترنشنال (به انگلیسی: Mooney International Corporation) با نام پیشین مونی اوییشن و مونی ایرکرفت یک شرکت آمریکایی تولیدکننده هواگردهای هوانوردی عمومی است که در کرویل، تگزاس، ایالات متحده آمریکا قرار دارد. این شرکت هواگردهای تک‌موتوره پیستونی هوانوردی عمومی را تولید می‌کند و از سال ۲۰۱۳ تحت مالکیت شرکت چینی توسعه سرمایه‌گذاری قرار دارد.